# Белослудцев, Александр Яковлевич
Александр Яковлевич Белослудцев (21 апреля 1961, Сухуми — 23 октября 2004) — российский художник, фотограф и дизайнер.

## Биография
Саша был настоящим дизайнером, потому что он знал меру вещей. Не только на пространстве журнальной полосы или книжной страницы — он её знал во всем: во вкусах, пристрастиях, взглядах, и — главное — в человеческих отношениях.— вспоминала о Белослудцеве киновед Любовь Аркус .
Окончил Московский полиграфический институт (1984). Как художник книги сотрудничал с издательствами «Радуга», «Детская литература», «Художественная литература», «Вся Москва», был главным художником издательства «ИМА-ПРЕСС». В Издательском доме «КоммерсантЪ» работал как арт-директор журнала «Автопилот» (1994—1996). Арт-директор журнала "Мир Петербурга" издательства "Артек" (1996-1997). В 1999 г. создал дизайн русской версии журнала «Vogue», с 2001 г. и до конца жизни арт-директор журнала «GQ». Автор оформления собрания сочинений Анны Ахматовой (1989, шесть томов), альбомов и каталогов таких художников, как Тимур Новиков, Дмитрий Краснопевцев, Анатолий Зверев.
Представлен в международном ежегодном каталоге ведущих дизайнеров мира “Graphis Designe 1993”, альбоме «New Russian Designe» (Нью-Йорк, 1994), альбоме «Лучшие знаки и логотипы 1990-95гг.». 
Публикации в журналах «Реклама», «КаК», «На посту», «Афиша» и др.
Жил в Толстовском доме .

## Издательские проекты (выборочно)
- Собрание сочинений Анны Ахматовой в 6 томах, Москва, изд-во МПИ,1989г.
- Сборник повестей Василия Димова "Профиль в склеенном зеркале", Москва, изд-во Арена, 1991г.
- Каталог Тимура Новикова, Москва, галерея «1.0», 1992г.
- Альбом «Барокко конца века. Круг Рубенса – «круг» Гринуэя.» СПб., 1993г.
- Альбом-каталог «Passiones Luci». («Золотой осел»). СПб., Центр современного искусства Сороса, 1995г.
- Антология «Новые художники». СПб., Центр современного искусства Сороса, 1996г.
- Альбом-каталог «Ожившие мосты. Обитаемый мост: прошлое, настоящее и будущее.» Проект Британского Совета в России. Москва, 1997г.
- Альбом-каталог «Сокровища Тауэра в Кремле. Королевский Арсенал. Национальный Британский музей оружия и доспехов.» Проект Британского Совета в России. Москва, 1997-98гг.
- Альбом-каталог выставки Анатолия Зверева в Государственной Третьковской галерее, Москва, 1999г.
- Альбом-каталог Дмитрия Краснопевцева, Москва, 1999г.
- Киноэнциклопедия «Новейшая история отечественного кино» в 7 томах, «Сеанс Пресс», СПб., 2001-2004г.
- Буклеты для Мариинского театра («Сказание о граде Китеже» Римского Корсакова, 2001г., реж. Д.Черняков) и Большого театра («Похождения повесы» Стравинского, 2003г., реж.Д.Черняков).

## Работа в графическом дизайне (выборочно)
- Фирменный стиль и логотип «Внешэкономбанка», «Альфа-банка»
- Фирменный стиль (элементы) для компании ЮКОС
- Фирменный стиль (элементы) для гостиницы «Националь»
- Фирменный стиль «Carlo Pazolini»

## Выставки
- 2007 – Посмертная персональная выставка графики, каллиграфии и фотографии «Красное и черное», С-Петербург, Голландская церковь (галерея «ФотоДепартамент»). Выставка была подготовленна Аркадием Ипполитовым и Еленой Фанайловой
- 2005 – персональная выставка графики и фотографии «Птица. Рыба. Александр», Музей архитектуры, Москва
- 1992, 1994, 1996 –  Международной биеннале плакатов «Golden Bee Award» в Москве
- 1991 – персональная выставка каллиграфии и графики в Музее В. И. Ленина, Москва
- 1990 – «Type Into Image», каллиграфия, совместно с американским дизайнером книги Jeffrey W.Morin, ЦДХ, Москва
- 1990 - Soviet-American dialog in graphic design